# Teherszállítás

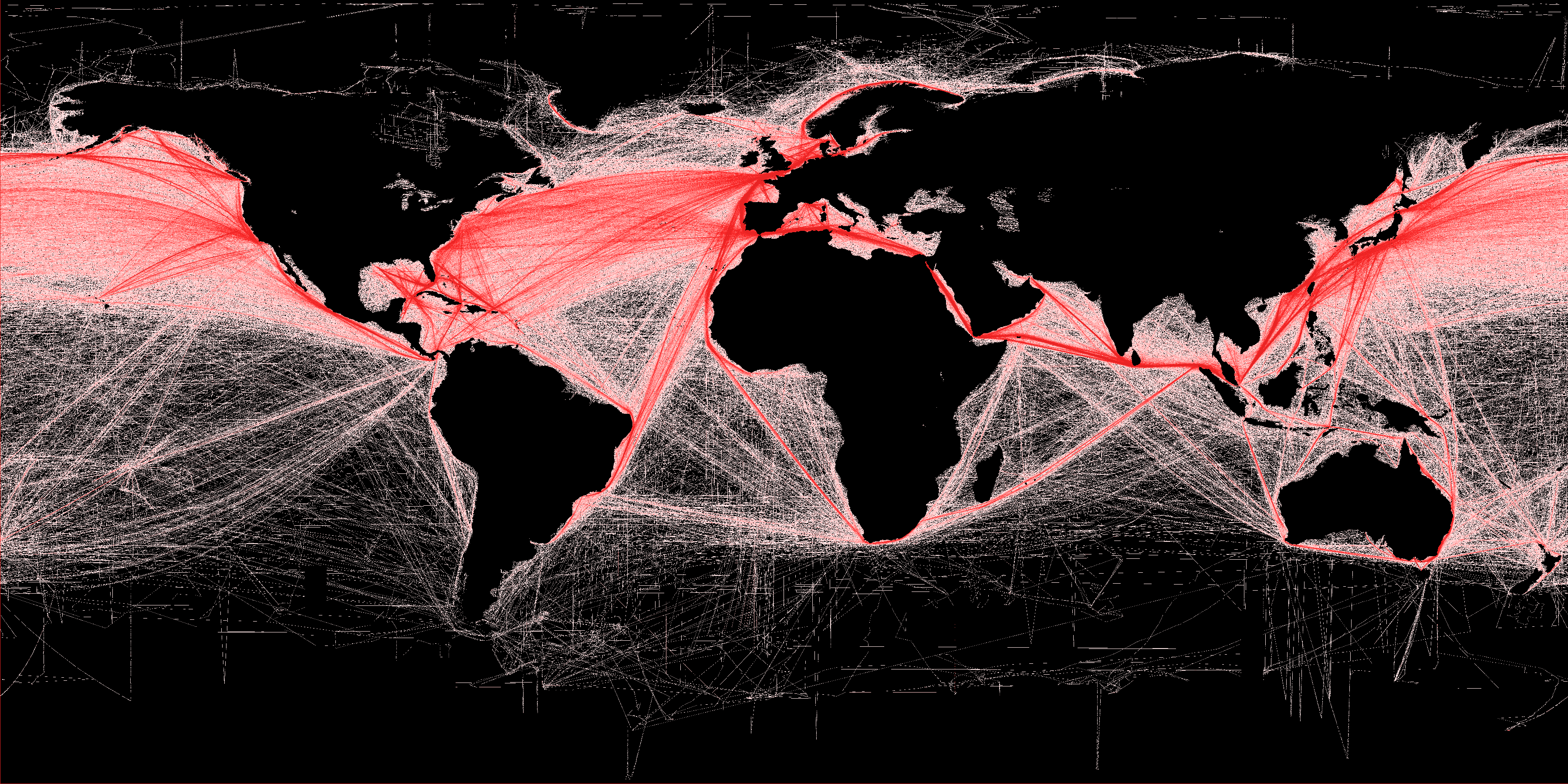
Ez a hajózási útvonalakat ábrázoló térkép a kereskedelmi hajózás relatív sűrűségét mutatja a világ óceánjain

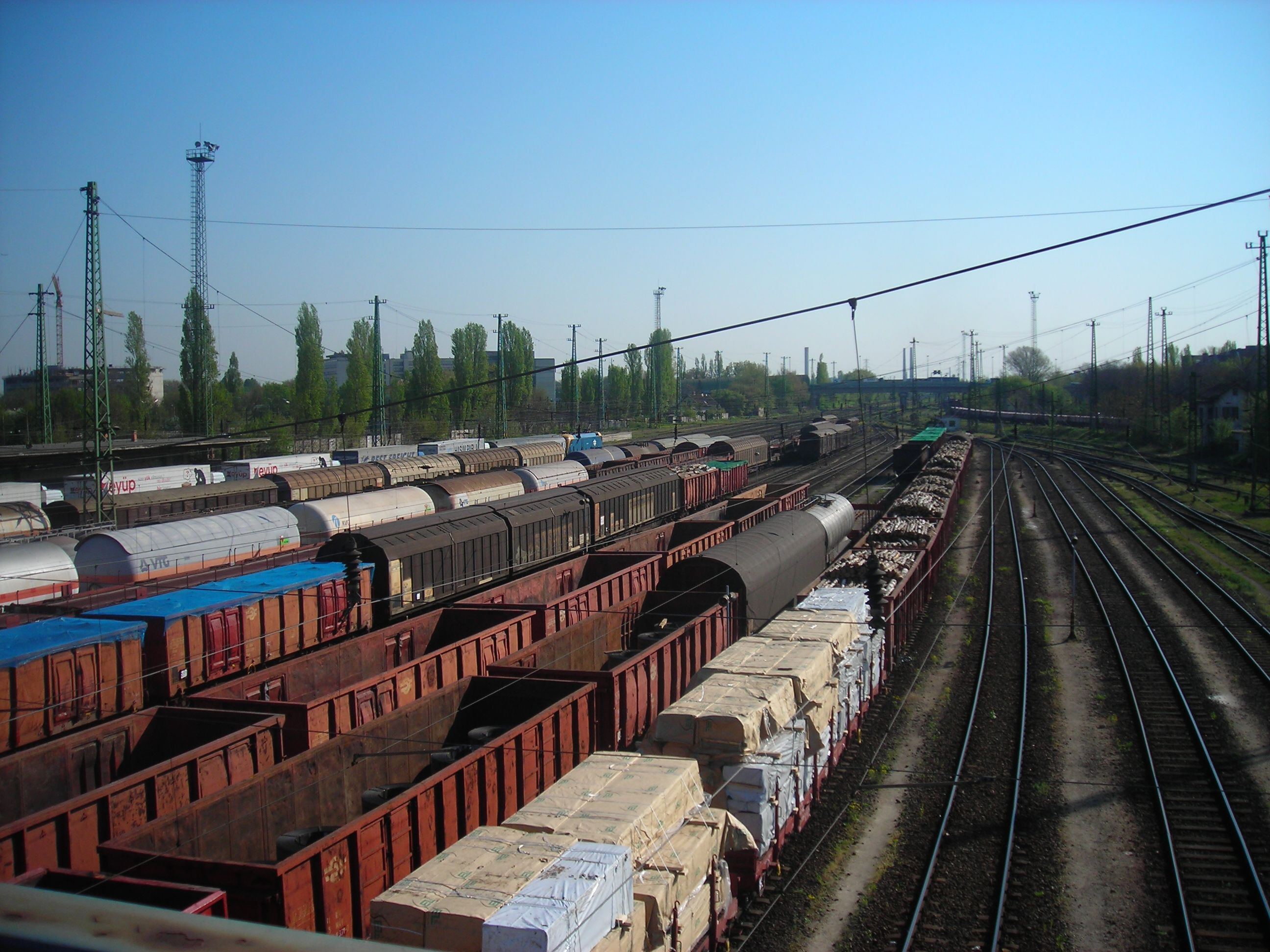
Tehervonatok indulásra várva a Ferencváros vasútállomáso

Az áruszállítás, más néven szállítmányozás, az áruk, árucikkek és rakományok szállításának fizikai folyamata. Az angol shipping kifejezés eredetileg a tengeri szállításra vonatkozott, de az amerikai angolban kiterjesztették a szárazföldi vagy légi szállításra is (nemzetközi angol: "carriage"). Ugyanebben az értelemben használják a katonai környezetből kölcsönzött "logisztika" kifejezést is.

## A szállítás módjai

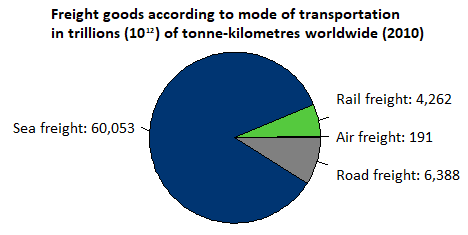
A globális áruforgalom volumene szállítási módok szerint, 2010-ben, trillió tonnakilométerben kifejezve

2015-ben 108 billió tonnakilométert szállítottak világszerte (várhatóan 2050-ig évente 3,4%-kal nő (2020-ban 128 billió)): 70%-át tengeren, 18%-át közúton, 9%-át vasúton, 2%-át belvízi úton és kevesebb mint 0,25%-át légi úton.

## Alapok
A szárazföldi vagy "földi" szállítás történhet vonattal vagy teherautóval. A szárazföldi szállítás jellemzően megfizethetőbb, mint a légi, de drágább, mint a tengeri, különösen a fejlődő országokban, ahol a szárazföldi infrastruktúra nem feltétlenül hatékony. A légi és tengeri szállításnál a földi szállításra azért van szükség, hogy a rakományt a származási helyéről a repülőtérre vagy tengeri kikötőbe, majd onnan a rendeltetési helyre szállítsák, mert az országok korlátozott partvonala miatt nem mindig lehetséges a kikötők közelében termelési létesítményt létesíteni.

## Hajózás

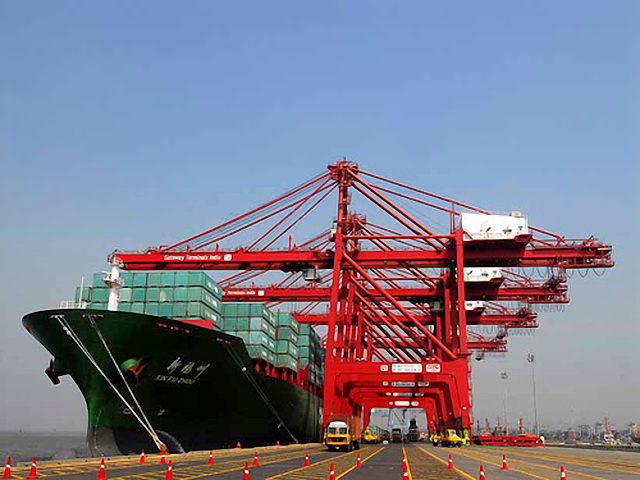
Kikötői daruk rakományt rakodnak ki egy konténerszállító hajóról a Jawaharlal Nehru kikötőben, Navi Mumbaiban, Indiában.

A teherszállítás nagy részét teherhajók végzik. Egy adott nemzet flottáját és az azt legénységgel ellátó embereket kereskedelmi flottának vagy kereskedelmi tengerészetnek nevezik. Az ENSZ Kereskedelmi és Fejlesztési Konferenciájának (UNCTAD) 2018-as jelentése szerint a kereskedelmi hajózás (vagy tengeri kereskedelem) a nemzetközi kereskedelem 80-90%-át, értékben pedig 60-70%-át bonyolítja.:4 A folyókon és csatornákon gyakran uszályokat használnak ömlesztett áru szállítására.

## Légi
A rakományt légi úton speciális teherszállító repülőgépeken és az utasszállító repülőgépek csomagterében szállítják. A légi áruszállítás jellemzően a leggyorsabb módja a hosszú távú áruszállításnak, de egyben a legdrágább is.

## Multimodális
A rakományt a különböző szállítási módok között közlekedési csomópontokon (pl. vasútállomásokon, repülőtereken stb.) keresztül cserélik ki. A rakományt egyetlen szerződés keretében szállítják, de legalább két különböző szállítási móddal (pl. földi és légi) végzik. A rakomány nem lehet konténeres.

## Intermodális
Multimodális szállítás, amely konténeres rakományt (vagy intermodális konténert) tartalmaz, amely könnyen átrakható hajó, vonat, repülőgép és teherautó között.
Például egy feladó a földi és a légi szállítással is együttműködik, hogy egy árut a tengerentúlra szállítson. Az intermodális áruszállítás az útvonal megtervezésére és a szállítási szolgáltatás elvégzésére szolgál a gyártótól a címzett ajtajáig.

## A szállítás feltételei
A Nemzetközi Kereskedelmi Kamara (ICC) által kiadott Incoterms (vagy Nemzetközi Kereskedelmi Feltételek) a kormányok, a jogi hatóságok és a szakemberek világszerte elfogadják a nemzetközi kereskedelemben leggyakrabban használt kifejezések értelmezését. A leggyakoribb kifejezések közé tartoznak:
- Szabadon a fedélzeten (FOB)
- költség és fuvardíj (CFR, C&F, CNF)
- Költség, biztosítás és fuvardíj (CIF)

A "legjobb módja" kifejezés általában azt jelenti, hogy a feladó azt a fuvarozót választja, amelyik a legalacsonyabb árat kínálja (a feladónak) a szállításra. Bizonyos esetekben azonban más tényezők, például a jobb biztosítás vagy a gyorsabb szállítási idő miatt a feladó a legalacsonyabb ajánlattevőtől eltérő lehetőséget választ.

## Háztól házig szállítás
A háztól házig (DTD vagy D2D) szállítás a rakomány belföldi vagy nemzetközi szállítását jelenti a származási helyről (POI) a rendeltetési helyre, miközben általában ugyanazon a berendezésen marad, és elkerüli a többszörös tranzakciókat, az átrakodást és a cross-dockingot, közbenső tárolás nélkül.
A nemzetközi DTD számos nemzetközi hajózási társaság által nyújtott szolgáltatás, amely konténeres rakományt használó intermodális áruszállítással járhat. Ennek a szolgáltatásnak az árajánlata tartalmazza az összes szállítási, kezelési, behozatali és vámköltséget, így az ügyfelek számára problémamentes lehetőség az áruk egyik joghatóságból a másikba történő behozatalára. Ezt összehasonlítjuk a standard szállítással, amelynek ára jellemzően csak a szállítmányozó cégnek a tárgy egyik helyről a másikra történő szállításával kapcsolatban felmerülő költségeit tartalmazza. A vámdíjak, importadók és egyéb tarifák jelentősen hozzájárulhatnak ehhez az alapárhoz, mielőtt a tárgy egyáltalán megérkezik.

## Lásd még
- Affreightment
- Automatikus azonosító rendszer
- Folyamatközi művelet
- A szállítás vázlata
- Hajószállítás
- Vasúti szállítás
- Átrakodás
- Görög hajózás
- Kínai hajózás
- A hajózás környezetvédelmi kérdései
- A rakománytípusok listája
- Útjog (hajózás)
- Hajózási piacok
- Teljes konténerrakomány (FCL)
- Kevesebb mint konténerrakomány (LCL)